# Claudius Wilkens
Claudius Edward Theodor Wilkens, född den 28 januari 1844, död den 7 maj 1929, var en dansk sociolog och filosof.

## Utbildning
Wilkens blev student 1864 och tog 1869 magisterkonferensen samt blev 1875 filosofie doktor. Han blev 1883 docent vid Köpenhamns universitet i sociologi och var 1887-1917 professor i filosofi.

## Verk
Utom sin doktorsavhandling Erkjendelsens Problem (1875) författade Wilkens tre sociologiska skrifter: Livnydelsearbeide (1874-1876; i tre särskilda avdelningar), Samfundslegemets Grundlove (1881), Det produktive Samfund (1904), vidare Aestetik i Omrids (1888) och Poesien. En Fremstilling af Poetikken på psykologisk Grundlag (1893) och Filosofisk Propedeutik (1904).